# Zimnjaja višnja
Zimnjaja višnja (Зимняя вишня) è un film del 1985 diretto da Igor' Fёdorovič Maslennikov.

## Trama
Il film racconta di una giovane donna intelligente che da sola alleva un giovane figlio e ama un uomo sposato che ricambia, ma non decide di lasciare la moglie.